# Weiler an der Zaber
Weiler an der Zaber ist ein Dorf im Landkreis Heilbronn in Baden-Württemberg, das seit 1972 zu Pfaffenhofen gehört.

## Geschichte
1188 wird ein castrum (dt.: Burg) Wiliberch in einem Vertrag zwischen Kaiser Friedrich I. Barbarossa und König Alfons VIII. von Kastilien, in dem die Ehe zwischen Friedrichs Sohn Konrad und Alfons Tochter Berengaria vereinbart wurde, erwähnt. Diese Burg, die bei Weiler an der Zaber vermutet wird, gehörte mit weiteren 29 staufischen Gütern zur Morgengabe der Braut. Allerdings wurde diese Ehe niemals in die Praxis umgesetzt.
Die erste gesicherte urkundliche Erwähnung von Weiler erfolgte in einer Urkunde vom 15. Juni 1279, mit der Konrad von Magenheim seinen Widemhof in Bönnigheim und das Patronanzrecht der Kirche auf dem Michaelsberg an das Bistum Speyer verkaufte. Ein Lupoldus von Weiler wird dabei als Zeuge genannt, der eindeutig Weiler an der Zaber (im Gegensatz zu mehreren anderen Weiler genannten Orten) zugeschrieben werden kann. Im 14. Jahrhundert fiel Weiler durch den Verkauf von Speyerer Gütern im Zabergäu an Württemberg.
Eine massive Kirche befand sich spätestens seit 1300 im Ort, aus dieser Zeit stammt noch das Untergeschoss der heutigen Kirche. Der Bauernführer Anton Eisenhut war Pfarrer in Weiler. Eine Schule ist in Weiler seit 1574 nachgewiesen. Der Ort war bis in die jüngste Vergangenheit ausschließlich landwirtschaftlich geprägt.
Durch die Folgen des Dreißigjährigen Krieges und der nachfolgenden kriegerischen Auseinandersetzungen verarmte die Gemeinde so sehr, dass sie von 1698 bis 1751 große Not hatte, ihre beschädigte Kirche wieder in Ordnung zu bringen. Auch der Erste und Zweite Weltkrieg gingen an der Gemeinde nicht spurlos vorüber. 1939 wurden 309 Einwohner gezählt, Ende 1945 waren es 353. Unmittelbar nach dem Zweiten Weltkrieg, verstärkt jedoch nach der Währungsreform 1948, machte sich die Einwohnerschaft daran, die im Krieg zwangsläufig vernachlässigte Gebäudesubstanz zu verbessern und zu erneuern. Verstreut über den ganzen Ort entstanden vereinzelt neue Wohngebäude. Im Jahr 1956 wurde das Neubaugebiet „Schenken“ ausgewiesen.
Am 1. Januar 1972 erfolgte die Eingemeindung von Weiler nach Pfaffenhofen.

## Bauwerke und Sehenswürdigkeiten
- Die Kirche zum heiligen Kreuz ist eine evangelische Pfarrkirche. Ihr Kirchturm stammt noch aus der Zeit der frühen Gotik, das Kirchenschiff wurde 1751 erneuert und 1767 mit spätbarocken Gemälden des Prager Künstlers Johannes Stiegler ausgemalt. Vor der Kirche befindet sich ein 1921 eingeweihtes Kriegerdenkmal von Albert Volk.[4]
- Das Alte Rathaus wurde kürzlich saniert. Der Platz vor dem Backhaus wurde bereits erneuert.
- Der Dorfbrunnen wurde 1996 errichtet.

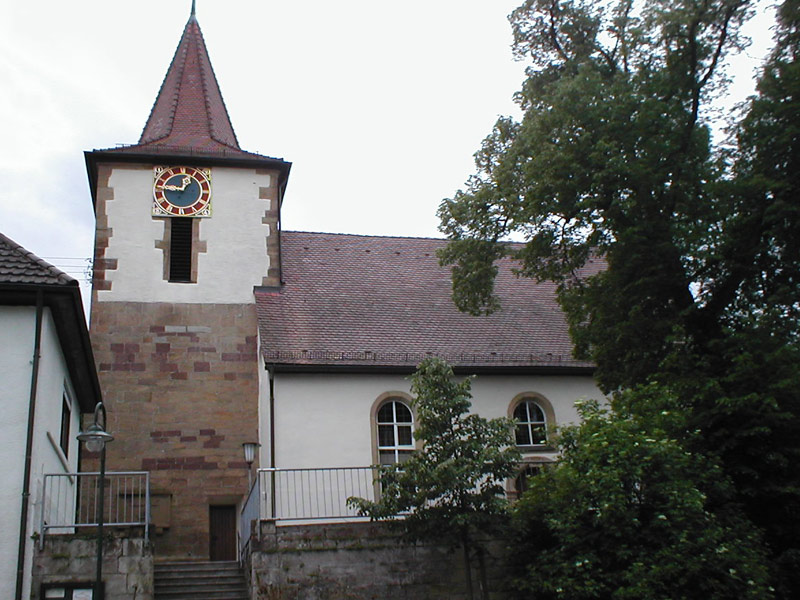
Evang. Pfarrkirche zum heiligen Kreuz
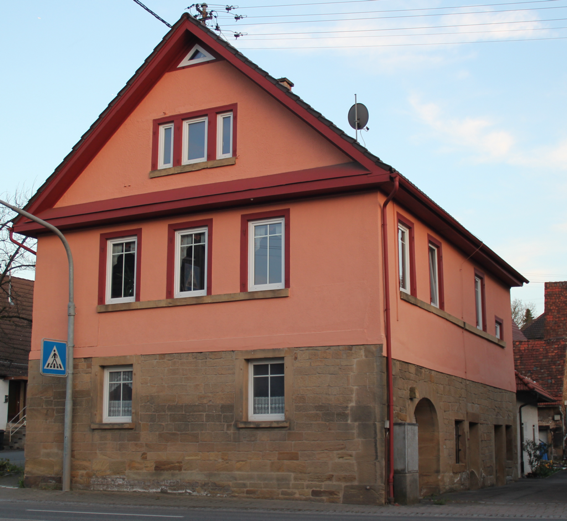
Ehemaliges Rathaus der Gemeinde Weiler an der Zaber
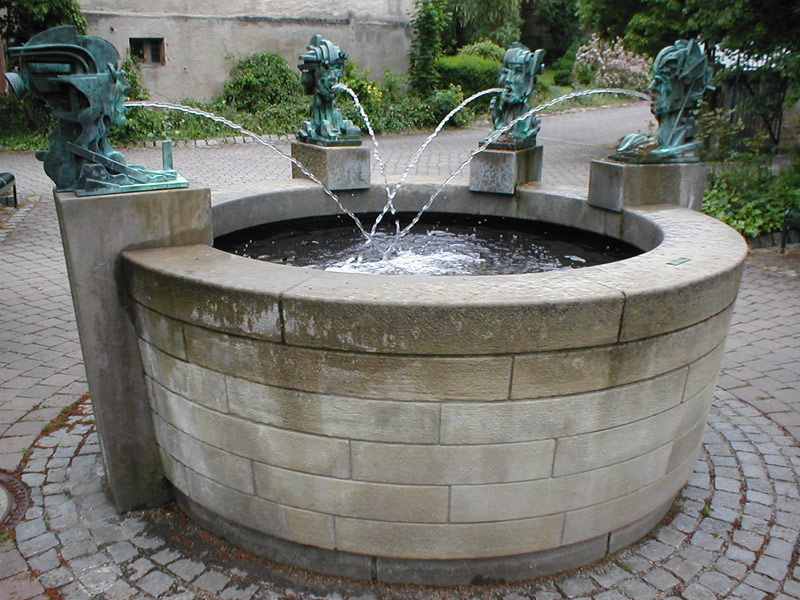
Dorfbrunnen

## Persönlichkeiten
- Gottlob Bilger (1876–1971), Landwirt und Abgeordneter (CSVD)